# Siria ai Giochi della XXIX Olimpiade
La Siria ha partecipato ai Giochi della XXIX Olimpiade di Pechino, svoltisi dall'8 al 24 agosto 2008, con una delegazione di 7 atleti.

## Atletica leggera
| Gara          | Atleta            | Qualificazioni | Qualificazioni | Finale | Finale |
| Gara          | Atleta            | Misura         | Pos.           | Misura | Pos.   |
| ------------- | ----------------- | -------------- | -------------- | ------ | ------ |
| Salto in alto | Majed Aldin Gazal | 2,20 m         | 24             |        |        |

| 100 m ostacoli | Fadwa Buza | 14"24 | 8 |  |  |  |  |  |  |

## Nuoto
| Gara        | Atleta         | Batterie | Batterie | Semifinali | Semifinali | Finale     | Finale |
| Gara        | Atleta         | Tempo    | Pos.     | Tempo      | Pos.       | Tempo      | Pos.   |
| ----------- | -------------- | -------- | -------- | ---------- | ---------- | ---------- | ------ |
| 100 m dorso | Souhaib Kalala | 1'00"24  | 43       |            |            |            |        |
| Fondo 10 km | Saleh Mohammad |          |          |            |            | 1h 54'37"7 | 19     |

## Sollevamento pesi
| Gara   | Atleta        | Strappo | Strappo | Slancio | Slancio | Totale | Posizione |
| Gara   | Atleta        | Ris.    | Pos.    | Ris.    | Pos.    | Totale | Posizione |
| ------ | ------------- | ------- | ------- | ------- | ------- | ------ | --------- |
| 105 kg | Ahed Joughili | 170     | 14      | 216     | 11      | 386    | 12        |

## Tiro
| Gara  | Atleta     | Qualificazioni | Qualificazioni | Finale    | Finale       | Finale |
| Gara  | Atleta     | Punteggio      | Pos.           | Punteggio | Punt. totale | Pos.   |
| ----- | ---------- | -------------- | -------------- | --------- | ------------ | ------ |
| Skeet | Roger Dahl | 91             | 41             |           |              |        |

## Triathlon
| Gara          | Atleta      | Nuoto  | Ciclismo | Corsa  | Tempo totale | Posizione |
| ------------- | ----------- | ------ | -------- | ------ | ------------ | --------- |
| Gara maschile | Omar Tayara | 18'23" | 58'56"   | 38'19" | 1h 56'40"54  | 49        |